# Alan Howarth
Alan Howarth (* 6. August 1948 in South River, New Jersey) ist ein US-amerikanischer Tonmeister und Filmmusikkomponist.

## Leben
Alan Howarth kreierte die Sound-Effekte großer Hollywoodfilme wie der Star-Trek-Filmserie, Jagd auf Roter Oktober, Bram Stoker’s Dracula, Die totale Erinnerung – Total Recall, Poltergeist, Running Man, Runaway Train, Flatliners, Die Maske und viele mehr. Bekannt wurde er für die Zusammenarbeit an den Soundtracks zu den meisten John Carpenter Filmen der 1980er.
Er machte sich auch als Komponist elektronischer Filmmusik einen Namen, unter anderem für die Soundtracks der Filme Halloween IV bis VI, Die Rückkehr des Unbegreiflichen und Das Osterman Weekend. Des Weiteren arbeitete er an der akustischen Untermalung von Trailern bekannter Produktionen wie Jurassic Park, Geschichten aus der Gruft, Fortress und einigen anderen.

## Filmmusik (Auswahl)
In Zusammenarbeit mit John Carpenter:
- 1981: Die Klapperschlange (Escape from New York)
- 1982: Halloween II – Das Grauen kehrt zurück (Halloween II)
- 1983: Christine (John Carpenter’s Christine)
- 1983: Halloween III (Halloween III – Season of the Witch)
- 1986: Big Trouble in Little China
- 1987: Die Fürsten der Dunkelheit (John Carpenter’s Prince of Darkness)
- 1988: Sie leben (John Carpenter’s They Live)

Eigene Projekte:
- 1985: Drei Engel auf der Todesinsel (The Lost Empire)
- 1988: Halloween IV – Michael Myers kehrt zurück (Halloween 4: The Return of Michael Myers)
- 1988: Die Rückkehr des Unbegreiflichen (Retribution)
- 1989: Halloween V – Die Rache des Michael Myers (Halloween 5: The Revenge of Michael Myers)
- 1995: Halloween VI – Der Fluch des Michael Myers (Halloween: The Curse of Michael Myers)
- 1996: The Dentist
- 1998: The Dentist II
- 1999: The Omega Code
- 2001: Children of the Living Dead
- 2007: Headless Horseman – Der kopflose Reiter (Headless Horseman)
- 2012: Brutal
- 2013: Hänsel und Gretel (Hansel & Gretel)
- 2013: Dark Night of the Walking Dead (Zombie Night, Fernsehfilm)
- 2019: Hoax – Die Bigfoot-Verschwörung (Hoax)